# Cnidoscolus albibracteatus
Cnidoscolus albibracteatus är en törelväxtart som beskrevs av Francisco Javier Fernández Casas och Pizarro. Cnidoscolus albibracteatus ingår i släktet Cnidoscolus och familjen törelväxter. Inga underarter finns listade i Catalogue of Life.